# Rudolf Klöti

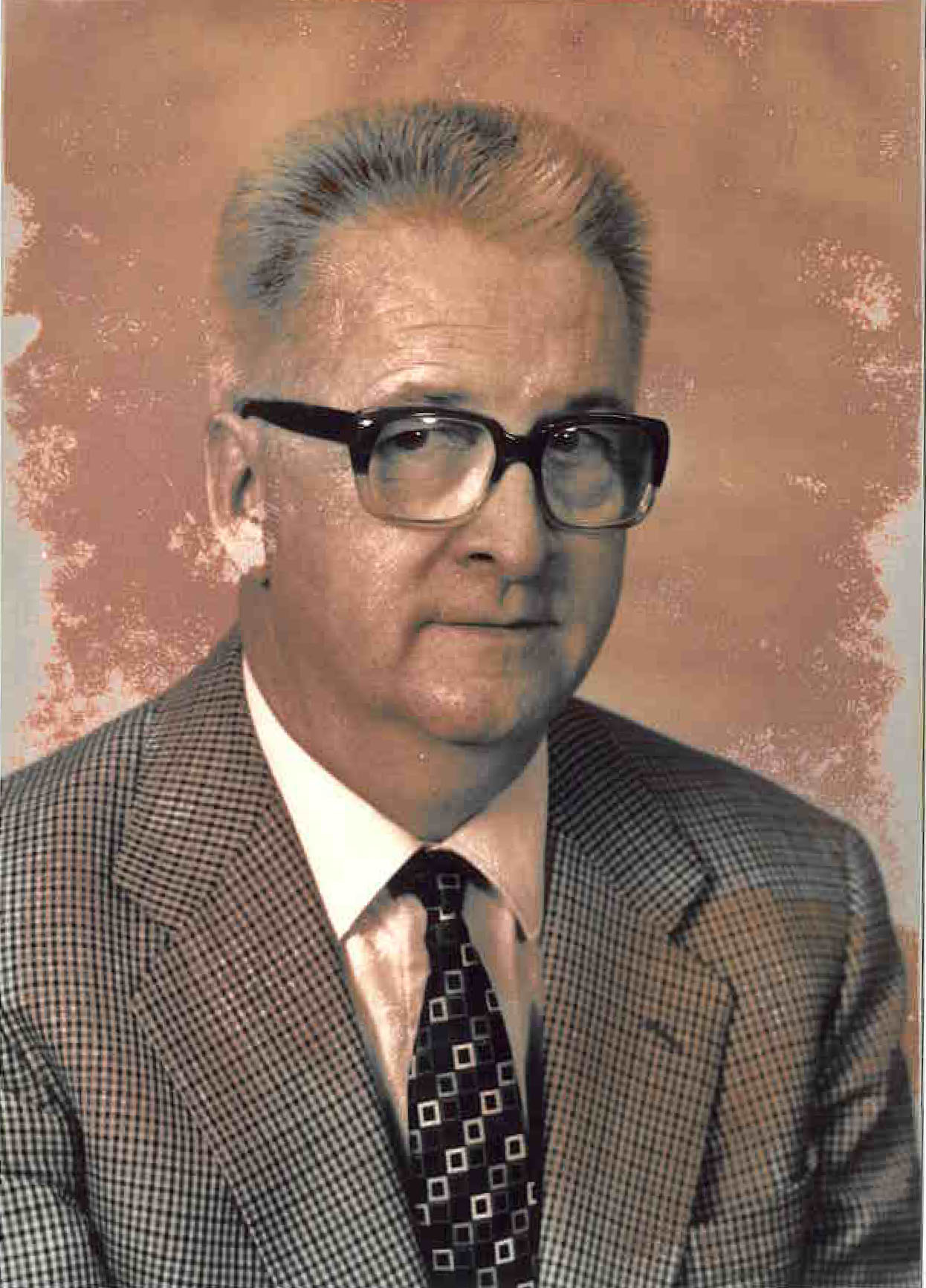
Prof. Klöti

Rudolf Klöti (* 3. Juni 1926 in Wallisellen; † 1. Juli 2011) war ein Schweizer Augenarzt und Pionier der Ophthalmologie.

## Leben und Werk
Rudolf Klöti wuchs in Wallisellen auf. Er besuchte die Kantonsschule in Zürich, welche er 1946 mit der Matura abschloss. Daraufhin absolvierte er ein Medizinstudium an der Universität Zürich. Er wurde 1952 mit der Arbeit Zur klinischen Differentialdiagnose der Multiplen Sklerose promoviert. Es folgten Assistententätigkeiten an der Universität Lausanne. Klöti kehrte 1956 nach Zürich zurück, wo er eine Ausbildung als Ophthalmologe an der Universitäts-Augenklinik unter Marc Amsler durchlief. Er publizierte erste wissenschaftliche Arbeiten über die Osmotherapie des aktiven Glaukoms. Ab 1961 war er Oberarzt an derselben Klinik. Seine Habilitation erfolgte 1965 mit einer Monografie über die Netzhautablösung. Kurz darauf konnte er im Rahmen einer Fellowship in Boston die experimentellen Grundlagen zur Erforschung der Pathophysiologie des Glaskörpers erwerben. Zurück in Zürich entwickelte er als Pionier die chirurgisch-technische Basis für die Glaskörperchirurgie. Weil er von 1968 bis 1970 ad interim die Klinikleitung übernehmen musste, konnte er seine Erkenntnisse nicht rechtzeitig veröffentlichen, sodass der Amerikaner Robert Machemer 1971 mit der Vitrektomie als neuer Operationstechnik ihm zuvorkam. Klöti gelang es jedoch, zusammen mit Heinz Oertli, dem Gründer der Oertli Instrumente, das dafür nötige Instrumentarium zu entwickeln, welches in der Folge den Goldstandard in der Glaskörperchirurgie darstellte.
Klöti wurde 1976 zum ausserordenlichen Professor für Ophthalmologie an der Universität Zürich ernannt. Er hielt nicht nur über 60 Gastvorlesungen, sondern liess auch 34 Filme herstellen, um seine Operationstechniken bekannt zu machen.
Er wurde 1988 emeritiert, schuf jedoch noch zusammen mit der Firma Oertli Instrumente AG die Hochfrequenz-Kapsulotomie für die Kataraktchirurgie.

## Ehrungen
- 1966: Alfred-Vogt-Preis für die Diagnose, Therapie und Prognose der Netzhautablösung.[2]
- Prix Chauvin der Société Française d’Ophtalmologie
- 1976: Alfred-Vogt-Preis für die Vitrektomie
- 1980 Charamis-Medaille
- 1983 Médaille d’Or Paul Chibret
- 1985: Aufnahme als Mitglied in der Sektion Ophthalmologie, Oto-Rhino-Laryngologie, Stomatologie in die Deutsche Akademie der Naturforscher Leopoldina.[3]